# Lindernia brachyphylla
Lindernia brachyphylla é uma espécie botânica do gênero Lindernia pertencente à família Linderniaceae.